# Wincenty Majewski (1841–1930)
Wincenty Majewski (ur. 1841, zm. 1930 w Kcyni) – polski prawnik i publicysta

## Życiorys
Ukończył studia prawnicze i wykonywał zawód adwokata. Był autorem publikacji o charakterze porad związanych problematyką prawną w czasie rewolucji przemysłowej. Felietony publikował na łamach Themis Polskiej a następnie Biblioteki Warszawskiej. W 1911 był współzałożycielem Spółki Akcyjnej „Miasto-Ogród”, która miała w planach budowę osiedla domów jednorodzinnych na gruntach wsi Franciszków według modnych wówczas założeń urbanistycznych. Wincenty Majewski podzielił ok. 33 hektarów (60 mórg) na 142 parcele budowlane. Projekt zakładał obsadzenie ulic drzewami owocowymi, z których plony sprzedawano a zysk przeznaczano na prace melioracyjne. Dziś uznaje się, że ta parcelacja była zaczątkiem powstania miejskiego charakteru Ożarowa Mazowieckiego. W 1926 zainicjował powstanie Towarzystwa Miłośników Ożarowa. 
Żonaty z Haliną z domu Szczypiowską, miał dwoje dzieci: syn Tadeusz, znany architekt żonaty z Marią Jabłońską oraz córka Jadwiga zamężna dwukrotnie - z Adamem Dzierzbickim(z którym miała syna Stanisława) i po jego śmierci w 1911 z Janem Żaboklickim.
Zmarł w 1930 i został pochowany na tzw. starym cmentarzu w Kcyni.